# Республиканский Дом политпросвещения
«Республиканский Дом политпросвещения» — административное здание в городе Алматы на проспекте Достык. Было построено в 1981 году по проекту архитекторов Юрия Ратушного и Олега Балыкбаева для размещения «Дома политического просвещения». Имело статус Памятника архитектуры и градостроительства вплоть до 8 июля 2015 года.

## Архитектура
Здание «Дома политического просвещения» состояло из трех корпусов. Фундамент — бетонный, стены — из железобетона. Фасад главного четырехэтажного корпуса имеющего в плане подковообразную конфигурацию выходит на улицу Курмангазы, оно объединено переходами с двумя вытянутыми в широтном направлении административными корпусами, один из которых расположен параллельно проспекту Достык, второй был параллелен улице Пушкина. Компактность главного корпуса достигнута радиальной группировкой помещений вокруг размещенного в нём конференц-зала на 900 мест. Фасады всех зданий «Дома политического просвещения» имеют строгий стиль, оформлены с использованием гранита, цветного мрамора и светлого ракушечника. В оформлении административных корпусов выполнено горизонтальное членение фасада на уровне пятого этажа, что придаёт зданию выразительность.

### Благоустройство
Перед главным фасадом располагалось открытое пространство с двумя декоративными бассейнами (водоёмами), фонтанами, дорожками и зелеными лиственными деревьями, состоящими из Вязов. Восточный водоём был самым большим в размерах, включал в себя декоративное оформление камнями, озеленённый островок и группу легендарных фонтанов «Одуванчики». К западному корпусу здания примыкал второй отдельно стоящий водоём (западный) с фонтаном.
Фонтаны «Одуванчики» являлись своеобразной визитной карточкой города, у многих иностранных гостей направляющихся на Медеу, они вызывали восхищение. Также «Одуванчики» были одними из любимых фонтанов для жителей города Алматы, особенно они нравились маленьким детям. Были излюбленным местом проведения памятных фотосъемок. За годы своего существования «Одуванчики» стали главным украшением проспекта Достык и достопримечательностью города Алматы. Квадратные чаши фонтанов-бассейнов были обозначены горизонтальными бортовыми камнями из красного гранита.

#### Снос фонтанов
В 2016 году стало известно, что «Одуванчики» будут снесены. Инициатором идеи сноса выступил городской акимат под руководством акима Байбека, который предложил застройщику прилегающего здания, придумать новый облик существующим фонтанам и территории с ним. Решение о сносе было принято кулуарно, без проведения общественного обсуждения и открытого голосования среди жителей. На месте исторических фонтанов и бассейна (водоёма) застройщик задумал возвести парковку, а сверху над ней устроить ровную площадку с «сухим» фонтаном. Общественники и жители города выступили против сноса фонтанов и бассейна, однако фонтаны и бассейн всё-таки снесли.

### Памятник архитектуры
В 1980-х годах здание «Дома политического просвещения» было взято под охрану государства получив статус Памятника истории и культуры местного значения (вид памятника «архитектуры и градостроительства») и вошло в Государственный список памятников истории и культуры местного значения города Алматы.
В 2015 году Постановлением акимата города Алматы от 08 июля 2015 года № 3/429 решением акима А. Есимова здание «Дома политического просвещения» было лишено статуса Памятника истории и культуры местного значения и исключено из Государственного списка памятников истории и культуры местного значения города Алматы.

## Перестройка здания
В январе 2016 года стало известно о намерениях снести западный корпус здания бывшего «Дома политпровещения». Аким Байбек заявил СМИ, что сносить его не будут, оно будет лишь реконструировано. Однако сотрудник управления государственного архитектурно-строительного контроля рассказал, что владелец здания ТОО «ВостокЦветМет» (Казахмыс) получил все разрешения на снос здания и постройку на его месте нового офисного здания ТОО «Казахмыс». Задолго до решения о сносе, зимой 2014 года арендаторов здания попросили освободить его так как «ХОЗУ», с которым они заключали договор об аренде и которое владело зданием, продало его. После этого был произведён демонтаж всех внутренних коммуникаций здания, а также внутренних перегородок, что в дальнейшем в 2016 году позволило объявить здание формально непригодным для эксплуатации. Активисты общественного движения «Защитим Алматы» выступили против сноса здания, но спасению здания это не помогло. В течение 2016 года здание было снесено вместе с прилагающими фонтанами. На его месте было построено современное здание с сохранением первоначального архитектурного замысла.

## Использование зданий
В советское время в здании размещался «Дом политического просвещения», в его корпусах также находились Министерство геологии (восточный) и Министерство Мясо-молочной промышленности (западный). С распадом СССР и переносом столицы в Астану, здание «Дома политического просвещения» перешло к частной корпорации «ХОЗУ». Все три корпуса здания сдавались в аренду под офисы. В 2014 году здание западного корпуса было продано корпорации Казахмыс, в том же году арендаторы покинули здание. В 2016 году здание снесли.